# أليخاندرو أرانا
أليخاندرو أرانا (بالإسبانية: Alejandro Arana) هو رياضي ولاعب كرة قدم مكسيكي، ولد في 5 أغسطس 1997. لعب مع أتلاتيكو إيرابواتو.

## وصلات خارجية
- أليخاندرو أرانا على موقع قاعدة بيانات كرة القدم.إي يو (الإنجليزية)
- أليخاندرو أرانا على موقع Soccerway.com (الإنجليزية)